# Humphrey Tuchet
Sir Humphrey Tuchet (alias Audley) of Swaffham (* um 1434; † 6. Mai 1471) war ein englischer Ritter.

## Leben
Sir Humphrey war ein Sohn von James Tuchet, 5. Baron Audley und dessen zweiter Ehefrau Eleanor de Holland, eine illegitime Tochter des Edmund Holland, 4. Earl of Kent und seiner Mätresse Constance of York, Countess of Gloucester, eine Tochter des Edmund of Langley, 1. Duke of York.
Humphrey wird in allen Quellen Humphrey Audley oder zumindest alias Audley genannt.
Sir Humphrey war Gutsherr von Swaffham, Carlton, Middleton und Little Whelnethan und war Esquire des Königs Heinrich VI. und 1461 Constable of Southampton Castle.
Während der Rosenkriege kämpfte er für das Haus Lancaster am 4. Mai 1471 bei der Schlacht von Tewkesbury.
Nach der Niederlage floh er zusammen mit Edmund Beaufort, 3. Duke of Somerset und rund einem Dutzend anderer in die Abteikirche und suchte dort Schutz im Kirchenasyl.
Am 6. Mai wurde aber das ungeschriebene Gesetz des Kirchenasyls gebrochen, alle Männer aus der Kirche geholt und durch ein Gericht unter Vorsitz von Richard, Duke of Gloucester und John Mowbray, 4. Duke of Norfolk vor Ort abgeurteilt.
Sir Humphrey wurde am 6. Mai 1471 in Tewkesbury enthauptet und in der Abteikirche beigesetzt.

## Ehe und Nachkommen
Sir Humphrey war verheiratet mit Elizabeth, Tochter des Philip Courtenay of Powderham und Witwe von James Luttrell.
Das Paar hatte mehrere Nachkommen, u. a.
- Sir John
- Jane
- Elizabeth
- Philippa ⚭ Richard Hadley